# Straight Outta Compton
Straight Outta Compton é o álbum de estréia do grupo de gangsta rap N.W.A, lançado em 8 de agosto de 1988. A produção ocorreu principalmente com Dr. Dre e DJ Yella na co-produção.
O álbum é geralmente visto como o registro pioneiro do gangsta rap: com a sua sempre presente profanação e letras violentas, que ajudaram a dar à luz este então novo sub-gênero do hip hop.
Straight Outta Compton redefiniu a direção do hip hop, que resultou no lirismo sobre o estilo de gangster tornando-se a força motriz com números de vendas. Também ajudou a transferir o poder para a costa oeste da costa leste, que tinha desfrutado de um período no hip hop para a maioria dos anos 1980. 
Posteriormente, foi re-lançado em 24 de setembro de 2002, foi remasterizado e continha quatro faixas extras. Uma versão estendida do álbum foi lançada em 4 de dezembro de 2007, o 20º aniversário do álbum original.
Este álbum está na Lista dos 200 álbuns definitivos no Rock and Roll Hall of Fame.

## História
O álbum chegou ao status de vendas de duplo disco de platina, tornando-se o primeiro álbum a alcançar o status de disco de platina sem grandes turnês. Como a comunidade mundial de hip-hop recebeu o álbum com uma alta avaliação, os membros do N.W.A se tornaram as maiores estrelas da nova era emergente do Gangsta Rap, enquanto popularizavam as letras de Ice Cube. O álbum também ajudou a gerar muitos MCs jovens e grupos de gangsta hip hop de áreas como Compton, Califórnia, e South Central Los Angeles, como muitos pensavam que tinham a mesma história para contar e a capacidade para o exercício da carreira que completa N.W.A tinha tomado ,portanto, grupos como Compton's Most Wanted viriam a surgir. 
Durante a gravação do álbum, o rapper Arabian Prince saiu da banda, alegando que não estava recebendo dinheiro o suficiente e que não havia mais funções para ele. Ele pode ser visto na capa do álbum entre DJ Yella e Ice Cube.
Por causa das letras violentas e sexuais recorrentes e profanação, muitas vezes especificamente dirigidas às organizações governamentais, como a polícia de Los Angeles, o N.W.A sempre teve um repúdio especial do senado dos Estados Unidos e do FBI. Esta situação perdurou ao longo dos anos com a cabeça visível do grupo, Eazy-E. Uma das razões para isso foi "Fuck tha Police", a faixa altamente controversa do álbum que resultou no FBI  enviando uma carta para a Ruthless Records informando a gravadora de seu descontentamento com a mensagem da canção.
| Críticas profissionais | Críticas profissionais |
| Avaliações da crítica  | Avaliações da crítica  |
| Fonte                  | Avaliação              |
| ---------------------- | ---------------------- |
| Allmusic               | [ 2 ]                  |
| Blender                | [ 3 ]                  |
| Chicago Tribune        | [ 4 ]                  |
| Robert Christgau       | (B)                    |
| Los Angeles Times      | (favorable)            |
| Pitchfork Media        | (9.7/10)               |
| PopMatters             | (favorable)            |
| Rolling Stone          | [ 9 ]                  |
| Sputnikmusic           | [ 10 ]                 |
| Yahoo! Music           | (favorable)            |

## Música
A faixa mais controversa do álbum, "Fuck tha Police", foi parcialmente responsável pela fama do N.W.A como o grupo mais perigoso do mundo, e não aparece na versão censurada do álbum. A canção "Gangsta Gangsta" fala sobre o perigo e a violência em South Central e Compton. "Express Yourself" fala das idéias de livre expressão e as restrições impostas aos MC's pela censura no rádio. Dr. Cada membro do NWA, exceto DJ Yella,gravou uma música solo. Dr. Dre, que na sua maioria produziu mais do que realizou, fez um esforço a solo no single "Express Yourself." Ice Cube, em "I Ain't tha 1" e "A Bitch Iz a Bitch". MC Ren fez sua performance solo no músicas "If It Ain't Ruff" e " Quiet on tha Set". a única gravação solo de Eazy-E  foi um remix da música "8 Ball", que apareceu no álbum anterior do NWA,NWA and the Posse. Os únicos convidados do álbum foram o membro da Ruthless Records,The DOC, que apareceu em "Parental Discretion Iz Advised:" rimando a intro, e o membro fundador do NWA Arabian Prince, que contribuiu com vocais menores em "Something 2 Dance 2".
Sete faixas do álbum foram lançadas em Greatest Hits NWA: "Gangsta Gangsta", "Fuck tha Police", "Straight Outta Compton (extended mix)", "If It Ain't Ruff", "I Ain't tha 1, "Express Yourself", e uma faixa bônus da versão remasterizada, "A Bitch Iz A Bitch".

## Recepção
O álbum já vendeu mais de três milhões de cópias e foi certificado como disco de platina duplo em 27 de março de 1992.  Foi o álbum mais vendido do N.W.A., enquanto a sua estreia, NWA and the Posse, teve um disco de ouro.  O álbum final, Niggaz4Life, teve um disco de platina. De acordo com cálculos da Priority Records , 80% das vendas foram nos subúrbios, para além dos limites dos bairros negros.

## Faixas
Todas as faixas foram produzidas por Dr. Dre e DJ Yella. 
| N.º | Título                           | Compositor(es)                                          | Cantor(es)                                   | Duração |  |
| 1.  | "Straight Outta Compton"         | Ice Cube, The D.O.C., MC Ren, Krazy Dee, Arabian Prince | Ice Cube, MC Ren, Eazy-E                     | 4:19    |  |
| 2.  | "Fuck tha Police"                | MC Ren, Arabian Prince, Ice Cube, The D.O.C.            | Ice Cube, MC Ren, Eazy-E                     | 5:45    |  |
| 3.  | "Gangsta Gangsta"                | MC Ren, Ice Cube                                        | Ice Cube, Eazy-E                             | 5:36    |  |
| 4.  | "If It Ain't Ruff"               | MC Ren                                                  | MC Ren                                       | 3:34    |  |
| 5.  | "Parental Discretion iz Advised" | Ice Cube, MC Ren, The D.O.C., Arabian Prince            | MC Ren, Dr. Dre, Eazy-E, Ice Cube,The D.O.C. | 5:16    |  |
| 6.  | "8 Ball (remix)"                 | Eazy-E, Ice Cube                                        | Eazy-E                                       | 4:52    |  |
| 7.  | "Something Like That"            | MC Ren, The D.O.C., Arabian Prince                      | Dr. Dre, MC Ren                              | 3:35    |  |
| 8.  | "Express Yourself"               | Ice Cube                                                | Dr. Dre                                      | 4:25    |  |
| 9.  | "Compton's in the House"         | The D.O.C., MC Ren                                      | Dr. Dre, MC Ren, Eazy-E                      | 5:20    |  |
| 10. | "I Ain't tha 1"                  | Ice Cube, Arabian Prince                                | Ice Cube                                     | 4:54    |  |
| 11. | "Dopeman (Remix)"                | Eazy-E, Ice Cube                                        | Ice Cube, Dr. Dre, Eazy-E                    | 5:20    |  |
| 12. | "Quiet on tha Set"               | MC Ren, Arabian Prince                                  | MC Ren                                       |         |  |
| 13. | "Something 2 Dance 2"            | Arabian Prince, Ice Cube, The D.O.C.                    | DJ Yella, Arabian Prince, Dr. Dre, Eazy-E    | 3:32    |  |

## Desempenho nas paradas
| Parada                | Posição |
| --------------------- | ------- |
| US Top Pop Albums     | 37      |
| Top Black Albums      | 9       |
| Ireland Albums Top 75 | 20      |
| UK Albums Top 75      | 35      |